# Platichthys flesus
La platija europea (Platichthys flesus) es una especie de pez pleuronectiforme de la familia Pleuronectidae, que habita en aguas costeras europeas, desde el mar Blanco en el norte hasta el Mediterráneo y el mar Negro en el sur.

## Características
La platija europea es un pez plano con un cuerpo de forma ovalada con un ancho de aproximadamente la mitad de su longitud. La longitud máxima registrada es de 60 cm y el peso máximo registrado de 14 kg. Sin embargo, la longitud madura más habitual es de unos 50 cm.

## Distribución y hábitat
La platija europea es originaria del noreste del océano Atlántico y el mar Mediterráneo. El área se extiende desde el mar de Barents, el mar Blanco y el mar Báltico hasta Grecia, Turquía, el mar Negro y la costa norteafricana. Se introdujo en Irán y se estableció en la costa este de Canadá y Estados Unidos, posiblemente llegando a través del aguas de lastre. Normalmente se encuentra desde la costa baja hasta profundidades de aproximadamente 100 metros en fondos arenosos, de guijarros o lodosos donde su coloración moteada lo camufla y dificulta su detección.
También se puede encontrar en estuarios donde es tolerante a bajos niveles de salinidad y, a diferencia de otras especies de Pleuronectidae, a menudo pasa parte de su ciclo de vida en agua dulce y regularmente se abre paso en los ríos. A diferencia del salmón del Atlántico , se alimenta en los ríos y vuelve al mar antes de desovar.

## Usos como alimento
La platija europea se usa para consumo humano, pero no es tan apreciada como la solla europea o el lenguado común (Solea solea). Las pesquerías más importantes se encuentran en el mar Báltico y las aguas alrededor de los Países Bajos y Dinamarca. En 2010, la captura mundial total fue de unas diecinueve mil toneladas, en su mayoría capturadas por arrastre. El pescado se comercializa fresco y congelado y puede ser frito, hervido, al vapor, horneado o en microondas.